# Stryj (wieś)
Stryj – wieś w Polsce położona w województwie lubelskim, w powiecie ryckim, w gminie Kłoczew.
W latach 1975–1998 miejscowość administracyjnie należała do województwa siedleckiego.
Wieś jest sołectwem w gminie Kłoczew. Według Narodowego Spisu Powszechnego z roku 2011 wieś liczyła 349 mieszkańców.
Wierni Kościoła rzymskokatolickiego należą do parafii Zwiastowania Najświętszej Maryi Panny w Żelechowie.

## Części wsi
| SIMC    | Nazwa   | Rodzaj    |
| ------- | ------- | --------- |
| 0674419 | Lipiny  | część wsi |
| 0674425 | Sękata  | część wsi |
| 0674431 | Zalesie | część wsi |

## Historia
Dawna wieś królewska w starostwie stężyckim. Należała do niego w 1564 r. Według registru poborowego powiatu stężyckiego z roku 1569 wieś królewska Stryj, miała 24 łany, 2 zagrodników (Pawiński, Małop., 340).
Stryj w wieku XIX to wieś w powiecie garwolińskim, gminie Kłoczew, parafii Żelechów, około 1890 roku wieś posiadała 34 domów 290 mieszkańców i 883 mórg. W 1827 r. było 27 domów 183 mieszkańców.